# Герхард Менцель
Ге́рхард Ме́нцель (нім. Gerhard Menzel; нар. 29 вересня 1894, Вальденбург, зараз Нижньосілезьке воєводство, Польща — пом. 4 травня 1966, Комано, Швейцарія) — німецький сценарист. За час своєї кінокар'єри (1933—1965) написав сценарії до 38 фільмів.

## Біографія
Герхард Менцель народився 29 вересня 1894 року у Вальденбурзі (зараз Валбжих, Нижньосілезьке воєводство в Польщі). Його батько, Пауль Метцель, був власником кінотеатру. Після закінчення школи вивчав банківську справу, потім навчався музиці. У 1916—1918 роках служив солдатом на фронтах Першої світової війни. Після війни працював банківським клерком. У 1922—1925 роках Менцель працював у ювелірному магазині у Вальденбурзі. У 1925 році він купив кінотеатр в Боґушув-Ґорце, де демонстрував німі фільми в музичному супроводі на фісгармонії.
Наприкінці 1920-х років Герханд Менцель зайнявся літературною діяльністю. У 1927 року він отримав літературну Премію Клейста за свою п'єсу «Тобогган» (нім. Toboggan). Написав ще декілька п'єс, які були поставлені на престижних берлінських театральних сценах.
У жовтні 1933 року Менцель був одним з 88 письменників, які підписали «обітницю вірності» Адольфу Гітлеру.
Найбільшої слави Герхард Менцель здобув як кіносценарист. Перший його сценарій до фільму Світанок (заснований на військовому щоденнику командира підводного човна U 202 у Першій світовій війні і письменника Едгара фон Шпігеля) був присвячений німецьким військовим героям-підводникам. З 1939 року Менцель жив у Відні. Як сценарист найчастіше працював з режисером Густавом Учицкі, написавши, зокрема, сценарії таких його пропагандистських фільмів, як «Біженці» (за своїм однойменним романом) (1933) та «Повернення додому» (1941). У 1939 році Менцель адаптував для кіно повість О. Пушкіна «Станційних доглядач» під назвою «Поштмейстер» (1940, реж. Г. Учицкі).
Після Другої світової війни продовжував працювати сценаристом у Західній Німеччині. Виступив співавтором сценарію фільму Віллі Форста «Грішниця» з Гільдеґард Кнеф у головній ролі, який викликав негативну реакцію у суспільстві через відверто підняту у стрічці тему самогубства.
Герхард Менцель помер 4 травня 1966 році у швейцарському Комано на 72-му році життя.

## Фільмографія
Сценарист
| Рік  | Назва українською             | Оригінальна назва                    | Примітки                 |
| ---- | ----------------------------- | ------------------------------------ | ------------------------ |
| 1933 | Світанок                      | Morgenrot                            |                          |
| 1933 | Біженці                       | Flüchtlinge                          |                          |
| 1934 | На краю світу                 | Au bout du monde                     |                          |
| 1934 | Молодий барон Нойхауз         | Der junge Baron Neuhaus              |                          |
| 1934 | Травневі ніч                  | Nuit de mai                          |                          |
| 1935 | Баркарола                     | Barcarole                            |                          |
| 1935 | Дівчина Йоганна               | Das Mädchen Johanna                  |                          |
| 1936 | Готель «Савой», 217           | Savoy-Hotel 217                      |                          |
| 1936 | Холодна кров                  | Unter heißem Himmel                  |                          |
| 1937 | Фонтани у вогні               | Puits en flammes                     |                          |
| 1937 | Хабанера                      | La Habanera                          |                          |
| 1939 | Роберт Кох, переможець смерті | Robert Koch, der Bekämpfer des Todes | автор ідеї               |
| 1939 | Жінка в потоці                | Frau im Strom                        |                          |
| 1939 | Материнська любов             | Mutterliebe                          |                          |
| 1940 | Поштмейстер                   | Der Postmeister                      |                          |
| 1940 | На все життя                  | Ein Leben lang                       |                          |
| 1941 | Повернення додому             | Heimkehr                             |                          |
| 1942 | Великий Король                | Der große König                      |                          |
| 1942 | Доля                          | Schicksal                            |                          |
| 1943 | Пізнє кохання                 | Späte Liebe                          |                          |
| 1943 | Відень 1910 року              | Wien 1910                            |                          |
| 1944 | Погляд назад                  | Ein Blick zurück                     |                          |
| 1944 | Серце має мовчати             | Das Herz muß schweigen               |                          |
| 1945 | Друзі                         | Freunde                              |                          |
| 1945 | Життя триває                  | Das Leben geht weiter                |                          |
| 1949 | Грайливе життя                | Verspieltes Leben                    |                          |
| 1949 | На шляху до безодні           | Uçuruma dogru                        |                          |
| 1951 | Грішниця                      | Die Sünderin                         |                          |
| 1954 | Світло любові                 | Das Licht der Liebe                  |                          |
| 1955 | Гануссен                      | Hanussen                             |                          |
| 1955 | Дуня                          | Dunja                                |                          |
| 1956 | Я шукаю тебе                  | Ich suche dich                       |                          |
| 1957 | Володар без корони            | Herrscher ohne Krone                 |                          |
| 1965 | Поштмейстер                   | De postmeester                       | адаптація / телевізійний |